# Ekrixinatosaurus novasi
L’ecrixinatosauro (Ekrixinatosaurus novasi) è un dinosauro carnivoro appartenente agli abelisauridi. Visse nel Cretaceo superiore (Cenomaniano, circa 95 milioni di anni fa) e i suoi resti fossili sono stati ritrovati in Argentina.

## Descrizione
Questo dinosauro, lungo circa 11 mt. è il più grande abelisauro noto momentaneamente (finché non verranno trovati resti adulti di Abelisaurus) , ed è noto per un esemplare fossile incompleto, comprendente resti delle mascelle e delle mandibole, parte della scatola cranica, alcune vertebre, parte del bacino e delle zampe posteriori. In generale, l'aspetto di Ekrixinatosaurus richiamava quello degli altri abelisauridi: corpo massiccio, lunghe zampe posteriori, cranio corto e alto. In particolare, il cranio di questa forma era più grande rispetto al corpo che in altri abelisauridi (come Carnotaurus) e sulle vertebre caudali erano presenti processi laterali, che conferivano alla vertebra un aspetto “alato”.

## Classificazione
L'Ekrixinatosaurus appartiene a quel gruppo di dinosauri carnivori noto come abelisauridi, vissuti nel Cretaceo nei continenti meridionali. L'aspetto richiamava quello degli altri abelisauridi tipici, e alcune caratteristiche lo avvicinano al gruppo di forme che comprende anche Carnotaurus e Majungasaurus. Ritrovato in strati del "Cenomaniano", potrebbe essere uno dei più antichi abelisauridi del continente sudamericano. Questo teropode è il 1° abelisauride di taglia gigante vissuto assieme ai Carcharodontosauridae e Spinosauridae. Tutti gli altri membri della famiglia di taglia più grande (Carnotaurus e Abelisaurus) vissero dopo l'estinzione delle altre 2 grandi famiglie di teropodi appena citate.

## Significato del nome
Il nome generico Ekrixinatosaurus significa, in un misto di greco male latinizzato (ekrixi- da ekrexis, “esplosione”; -saurus da sauros, “lucertola/rettile”) e latino (nato- da natus, “nato”), “rettile nato da un'esplosione”, a causa del fatto che i resti fossili vennero scoperti durante un'operazione a base di esplosivi.